# 작은개자리 감마
작은개자리 감마(γ CMi / γ Canis Minoris)는 작은개자리 방향으로 지구로부터 약 398광년 떨어진 곳에 있는 항성이다. 감마는 분광형 K3의 오렌지색 거성이다. 겉보기 등급은 4.33으로 그리 눈에 띄지 않는 평범한 별처럼 보인다. 실제로 감마는 분광쌍성으로, 맨눈으로는 분리하여 볼 수 없는 짝별과 함께 389일 주기로 둘의 질량 중심을 돌고 있다.